# Großsteingräber bei Bruchtorf
Die Großsteingräber bei Bruchtorf sind zwei megalithische Grabanlagen der jungsteinzeitlichen Trichterbecherkultur bei Bruchtorf, einem Ortsteil von Jelmstorf im Landkreis Uelzen (Niedersachsen).

## Lage
Die Gräber befinden sich in einem Waldstück nordöstlich von Bruchtorf und sind nicht über Wege zugänglich. Grab 1 befindet sich bereits auf dem Gemeindegebiet von Bienenbüttel. Grab 2 liegt 1,1 km südsüdöstlich hiervon. In der näheren Umgebung gibt es mehrere weitere Großsteingräber. 850 m nordnordwestlich von Grab 1 liegt das Großsteingrab Edendorf 2 und 3 km nordnordöstlich liegen die Großsteingräber bei Solchstorf.

## Beschreibung

### Grab 1
Von dieser Anlage sind noch zahlreiche Steine vorhanden, von denen aber fast keiner mehr an seiner ursprünglichen Position steht. Rückschlüsse auf das ursprüngliche Aussehen sind daher schwierig. Die Anzahl der vorhandenen Steine spricht für eine Grabkammer, die ursprünglich mit einer Umfassung versehen war.

### Grab 2
Zu den Maßen, der Ausrichtung und dem Grabtyp dieser Anlage liegen keine näheren Informationen vor.